# Casa individuală de pe str. Alexandru Bernardazzi, 62 (Chișinău)
Casa individuală de pe str. Alexandru Bernardazzi, 62 este o clădire amplasată pe str. Al. Bernardazzi, 62 în Chișinău, Republica Moldova. Este un monument arhitectural de importanță națională inclus în Registrul monumentelor Republicii Moldova ocrotite de stat cu nr. 106 (municipiul Chișinău). Datează de la înc. sec. XX.